# 하이브리드 라디오
박수희의 하이브리드 라디오는 TBN 광주교통방송(광주, 목포, 해남, 진도 FM 97.3MHz, 여수, 순천, 광양 FM 103.5MHz)에서 평일 오후 4시 5분부터 4시 55분까지 방송했던 광주, 전남지역의 라디오 시사교양 프로그램이다.

## 프로그램 소개
- 광주,전남 주요 이슈 등을 집중 조명해보고 대안을 제시하는 보도제작 시사정보 프로그램

## 요일 코너
- 월요일 - 일자리S.O.S : (노동청,중장년일자리희망센터,광주인력개발원,폴리텍,광주시청년정책관실, 전남도 일자리정책관실)
- 월요일 - 김대현의 시시비비 : (위민연구원 김대현 원장)
- 화요일 - 슬기로운 (노무,연금,중기,국보)생활
- 화요일 - 열린 시사 : (남도일보 동부취재본부 장봉현 부장 등 전남권 이슈 점검)
- 수요일 - 여러분 안전하십니까? : (식약청,광주시 시민안전실,방재전문 송창영 교수,안전공단,도로교통공단)
- 수요일 - 거침없이 시사킥 : (용인대학교 최창렬 특임교수)
- 목요일 - 명쾌한 경제분석! 이코노믹 리뷰 : (조선대 김윤서 교수, 국정호 재무설계사)
- 목요일 - 인사이드 이슈 : (광주 민언련 김현 사무국장)
- 금요일 - 우리 지역은 지금 : (나주,장성,담양 및곡성,영광,해남,광양,신안 및 목포,영암 지역기자들과)
- 금요일 - 세상에 이런 법이! : (김선남 변호사)